# Myenty Abena
Myenty Abena (Paramaribo, 12 dicembre 1994) è un calciatore surinamese, difensore dello Spartak Mosca.

## Caratteristiche tecniche
È un terzino destro.

## Carriera

### Club
Cresciuto nelle giovanili dell'Utrecht, ha esordito con la squadra riserve il 26 agosto 2016 in occasione del match di campionato perso 2-0 contro l'Jong PSV.
Nel gennaio del 2019 si trasferisce allo Spartak Trnava, club della prima divisione slovacca, con cui in stagione vince la coppa nazionale.
Nel giugno dello stesso anno firma un contratto quadriennale con lo Slovan Bratislava; mentre il 19 gennaio 2022, dopo tre anni e mezzo con i biancocelesti, si trasferisce al Ferencváros, con cui nella sua prima stagione in squadra vince anche il campionato.

### Nazionale
Nel 2021 ha esordito nella nazionale surinamese.
Nel 2025 ha partecipato alla CONCACAF Gold Cup.

## Statistiche

### Presenze e reti nei club
Statistiche aggiornate al 19 gennaio 2023.
| Stagione                 | Squadra                  | Campionato               | Campionato | Campionato | Coppe nazionali | Coppe nazionali | Coppe nazionali | Coppe continentali | Coppe continentali | Coppe continentali | Altre coppe | Altre coppe | Altre coppe | Totale | Totale | Totale |
| Stagione                 | Squadra                  | Comp                     | Pres       | Reti       | Comp            | Pres            | Reti            | Comp               | Pres               | Reti               | Comp        | Pres        | Reti        | Pres   | Reti   |        |
| ------------------------ | ------------------------ | ------------------------ | ---------- | ---------- | --------------- | --------------- | --------------- | ------------------ | ------------------ | ------------------ | ----------- | ----------- | ----------- | ------ | ------ | ------ |
| 2016-2017                | Jong Utrecht             | 1D                       | 33         | 2          | -               | -               | -               | -                  | -                  | -                  | -           | -           | -           | 33     | 2      |        |
| 2017-2018                | De Graafschap            | 1D                       | 27+3       | 0          | CO              | 1               | 0               | -                  | -                  | -                  | -           | -           | -           | 31     | 0      |        |
| 2018-gen. 2019           | De Graafschap            | ED                       | 12         | 0          | CO              | 1               | 1               | -                  | -                  | -                  | -           | -           | -           | 13     | 1      |        |
| Totale De Graafschap     | Totale De Graafschap     | Totale De Graafschap     | 39+3       | 0          |                 | 2               | 1               |                    | -                  | -                  |             | -           | -           | 44     | 1      |        |
| gen.-giu. 2019           | Spartak Trnava           | SL                       | 14         | 0          | CS              | 4               | 0               | UCL+UEL            | -                  | -                  | -           | -           | -           | 18     | 0      |        |
| 2019-2020                | Slovan Bratislava        | SL                       | 18         | 2          | CS              | 4               | 0               | UCL+UEL            | 1+12               | 0+1                | -           | -           | -           | 35     | 3      |        |
| 2020-2021                | Slovan Bratislava        | SL                       | 20         | 0          | CS              | 7               | 1               | UEL                | 1                  | 0                  | -           | -           | -           | 28     | 1      |        |
| 2021-2022                | Slovan Bratislava        | SL                       | 21         | 1          | CS              | 7               | 0               | UCL+UEL+UECL       | 2+2+3              | 0                  | -           | -           | -           | 35     | 1      |        |
| 2022-gen. 2023           | Slovan Bratislava        | SL                       | 10         | 0          | CS              | 2               | 0               | UCL+UEL+UECL       | 4+2+6              | 0                  | -           | -           | -           | 24     | 0      |        |
| Totale Slovan Bratislava | Totale Slovan Bratislava | Totale Slovan Bratislava | 69         | 3          |                 | 20              | 1               |                    | 33                 | 1                  |             | -           | -           | 122    | 5      |        |
| gen.-giu. 2023           | Ferencváros              | OTP                      | 0          | 0          | MK              | 0               | 0               | UEL                | 0                  | 0                  | -           | -           | -           | 0      | 0      |        |
| Totale carriera          | Totale carriera          | Totale carriera          | 158        | 5          |                 | 26              | 2               |                    | 33                 | 1                  |             | -           | -           | 217    | 8      |        |

### Cronologia presenze e reti in nazionale
| Cronologia completa delle presenze e delle reti in nazionale ― Suriname | Cronologia completa delle presenze e delle reti in nazionale ― Suriname | Cronologia completa delle presenze e delle reti in nazionale ― Suriname | Cronologia completa delle presenze e delle reti in nazionale ― Suriname | Cronologia completa delle presenze e delle reti in nazionale ― Suriname | Cronologia completa delle presenze e delle reti in nazionale ― Suriname | Cronologia completa delle presenze e delle reti in nazionale ― Suriname | Cronologia completa delle presenze e delle reti in nazionale ― Suriname |
| Data                                                                    | Città                                                                   | In casa                                                                 | Risultato                                                               | Ospiti                                                                  | Competizione                                                            | Reti                                                                    | Note                                                                    |
| ----------------------------------------------------------------------- | ----------------------------------------------------------------------- | ----------------------------------------------------------------------- | ----------------------------------------------------------------------- | ----------------------------------------------------------------------- | ----------------------------------------------------------------------- | ----------------------------------------------------------------------- | ----------------------------------------------------------------------- |
| 24-3-2021                                                               | Paramaribo                                                              | Suriname                                                                | 3 – 0                                                                   | Isole Cayman                                                            | Qual. Mondiali 2022                                                     | -                                                                       | 88’                                                                     |
| 28-3-2021                                                               | Bradenton                                                               | Aruba                                                                   | 0 – 6                                                                   | Suriname                                                                | Qual. Mondiali 2022                                                     | -                                                                       | 71’                                                                     |
| 28-1-2022                                                               | Paramaribo                                                              | Suriname                                                                | 1 – 0                                                                   | Barbados                                                                | Amichevole                                                              | -                                                                       |                                                                         |
| 1-2-2022                                                                | Paramaribo                                                              | Suriname                                                                | 2 – 1                                                                   | Guyana                                                                  | Amichevole                                                              | -                                                                       | 81’                                                                     |
| 27-3-2022                                                               | Thanyaburi                                                              | Thailandia                                                              | 1 – 0                                                                   | Suriname                                                                | Amichevole                                                              | -                                                                       | 46’                                                                     |
| 5-6-2022                                                                | Paramaribo                                                              | Suriname                                                                | 1 – 1                                                                   | Giamaica                                                                | CONCACAF Nations League 2022-2023 - 1º turno                            | -                                                                       |                                                                         |
| 8-6-2022                                                                | Kingston                                                                | Giamaica                                                                | 3 – 1                                                                   | Suriname                                                                | CONCACAF Nations League 2022-2023 - 1º turno                            | -                                                                       |                                                                         |
| 12-6-2022                                                               | Torreón                                                                 | Messico                                                                 | 3 – 0                                                                   | Suriname                                                                | CONCACAF Nations League 2022-2023 - 1º turno                            | -                                                                       |                                                                         |
| 24-3-2023                                                               | Paramaribo                                                              | Suriname                                                                | 0 – 2                                                                   | Messico                                                                 | CONCACAF Nations League 2022-2023 - 1º turno                            | -                                                                       | 90’                                                                     |
| 18-6-2023                                                               | Fort Lauderdale                                                         | Suriname                                                                | 0 – 0 (3 - 4 dtr)                                                       | Porto Rico                                                              | Qual. Gold Cup 2023                                                     | -                                                                       |                                                                         |
| 9-9-2023                                                                | Saint George's                                                          | Grenada                                                                 | 1 – 1                                                                   | Suriname                                                                | CONCACAF Nations League 2023-2024 - 1º turno                            | -                                                                       | 59’                                                                     |
| 12-9-2023                                                               | L'Avana                                                                 | Cuba                                                                    | 1 – 0                                                                   | Suriname                                                                | CONCACAF Nations League 2023-2024 - 1º turno                            | -                                                                       | 54’                                                                     |
| 12-10-2023                                                              | Paramaribo                                                              | Suriname                                                                | 1 – 1                                                                   | Haiti                                                                   | CONCACAF Nations League 2023-2024 - 1º turno                            | -                                                                       |                                                                         |
| 15-10-2023                                                              | Paramaribo                                                              | Suriname                                                                | 4 – 0                                                                   | Grenada                                                                 | CONCACAF Nations League 2023-2024 - 1º turno                            | 1                                                                       |                                                                         |
| 24-3-2024                                                               | Almere                                                                  | Suriname                                                                | 1 – 1                                                                   | Martinica                                                               | Amichevole                                                              | -                                                                       |                                                                         |
| 5-6-2024                                                                | Paramaribo                                                              | Suriname                                                                | 4 – 1                                                                   | Saint Vincent e Grenadine                                               | Qual. Mondiali 2026                                                     | -                                                                       | 33’ 63’                                                                 |
| 8-6-2024                                                                | The Valley                                                              | Anguilla                                                                | 0 – 4                                                                   | Suriname                                                                | Qual. Mondiali 2026                                                     | -                                                                       |                                                                         |
| 5-9-2024                                                                | Leonora                                                                 | Guyana                                                                  | 1 – 3                                                                   | Suriname                                                                | CONCACAF Nations League 2024-2025 - 1º turno                            | -                                                                       |                                                                         |
| 9-9-2024                                                                | Le Gosier                                                               | Guadalupa                                                               | 1 – 0                                                                   | Suriname                                                                | CONCACAF Nations League 2024-2025 - 1º turno                            | -                                                                       |                                                                         |
| 15-10-2024                                                              | Paramaribo                                                              | Suriname                                                                | 5 – 1                                                                   | Guyana                                                                  | CONCACAF Nations League 2024-2025 - 1º turno                            | -                                                                       |                                                                         |
| 15-11-2024                                                              | Paramaribo                                                              | Suriname                                                                | 0 – 1                                                                   | Canada                                                                  | CONCACAF Nations League 2024-2025 - Quarti di finale                    | -                                                                       | 37’                                                                     |
| 19-11-2024                                                              | Toronto                                                                 | Canada                                                                  | 3 – 0                                                                   | Suriname                                                                | CONCACAF Nations League 2024-2025 - Quarti di finale                    | -                                                                       |                                                                         |
| 6-6-2025                                                                | Paramaribo                                                              | Suriname                                                                | 1 – 0                                                                   | Porto Rico                                                              | Qual. Mondiali 2026                                                     | -                                                                       | 88’                                                                     |
| 10-6-2025                                                               | San Salvador                                                            | El Salvador                                                             | 1 – 1                                                                   | Suriname                                                                | Qual. Mondiali 2026                                                     | -                                                                       |                                                                         |
| 15-6-2025                                                               | San Diego                                                               | Costa Rica                                                              | 4 – 3                                                                   | Suriname                                                                | Gold Cup 2025 - 1° turno                                                | -                                                                       | 46’                                                                     |
| 18-6-2025                                                               | Arlington                                                               | Suriname                                                                | 0 – 2                                                                   | Messico                                                                 | Gold Cup 2025 - 1° turno                                                | -                                                                       |                                                                         |
| 22-6-2025                                                               | Arlington                                                               | Rep. Dominicana                                                         | 0 – 0                                                                   | Suriname                                                                | Gold Cup 2025 - 1° turno                                                | -                                                                       | 48’ 90’                                                                 |
| Totale                                                                  |                                                                         | Presenze                                                                | 27                                                                      |                                                                         | Reti                                                                    | 1                                                                       |                                                                         |

## Palmarès

### Club

#### Competizioni nazionali
- Coppa di Slovacchia: 3

Spartak Trnava: 2018-2019
Slovan Bratislava: 2019-2020, 2020-2021
- Campionato slovacco: 3

Slovan Bratislava: 2019-2020, 2020-2021, 2021-2022
- Campionato ungherese: 2

Ferencváros: 2022-2023, 2023-2024